# Врт замка Сисингхерст
Врт замка Сисингхрст су подигли 1930. године Витa Саквил-Вест и њен супруг Харолд Николсон (Harold Nicolson), писац и дипломата. Врт Сисингхрст је један од најомиљенијих у Великој Британији и привлачи посетиоце из целог света. 
Сам врт је замишљен као серија „соба“, свака са другачијом бојом и/или темом. Зидови су од високе орезане ограде, а доста их је озидано циглом. Из преддворишта улази се у двориште замка кроз капију у дугој згради у којој су главне одаје и библиотека. У оси са улазом је кула, која визуелно доминира простором. Лево од прилазне стазе кули је Љубичаста бордура са биљкама љубичастих цветова. Са севера и истока простор је ограничен јарком са водом у близини кога је неколико објеката, међу којима је осмоугаони павиљон. Димензије воћњака који је источно од куле дефинисане су дужинама јаркова. Воћњак је потпуно у природном стилу са слободно посађеним дрвећем. Северно је „Кућа свештеника“ са перголом „Ерехтејон“. Најпознатији део врта је „Бели врт“ са биљкама белих цветова. У средишту на перголи је ружа пузавица простих белих цветова, Rosa mulliganii Boulenger. Од осталих биљака ту су и Cleome spinosa 'Helen Campbell', Lysimachia clethroides Duby, Stipa tenuissima Trin., Eragrostis Wolf, Epilobium angustifolium 'Album', Crinum × powellii 'Album'... 
- Преддвориште
- Живе ограде - зидови „соба“ и кула у позадини
- Кућа свештеника
- Љубичаста бордура
- Воћњак
- Бели врт
- Розаријум
- зид Powys са Латјесовом клупом

Јужни обод чине: Розаријум са зидом „Powys“ испод кога је клупа коју је Латјенс дизајнирао за Гертруду Џекил; Стаза липе, Сеоски врт, South Cottage, врт орашастог воћа и Насип азалеје поред стазе ка јарку.
Собе и „врата“ су тако распоређени да, док се ужива у лепоти једне просторије, изненада се открива нова виста, што у шетњи даје низ открића која воде од једног до другог дела врта. Николсон је уложио напоре да успостави занимљиве нове међусобне везе делова врта, док се Саквил-Вест бавила избором биљака у „собама“.